# 植木徹誠
植木 徹誠（うえき てつじょう、1895年1月21日 - 1978年2月19日）は、浄土真宗の僧侶。本名は徹之助。植木等の父、比呂公一の父方の祖父。

## 概要
1895年1月21日、三重県度会郡大湊町（後の宇治山田市、現・伊勢市）の材木商の家に生まれる。
小学校卒業後、上京して御木本真珠店の貴金属職人となり、労働争議に参加する。若いころキリスト教の洗礼を受けたとの情報がある。
妻の実家が、度会郡小俣町（現・伊勢市）の西光寺であった。浄土真宗大谷派の仏門に帰依する。1926年、真宗大谷派名古屋別院で真宗僧侶としての教修中、後に歌手・俳優として有名になる植木等（以下、等）が誕生する。
1929年ごろより、真宗大谷派常念寺住職となる。檀家にて、出征兵士の前で、「戦争は集団殺人」「卑怯といわれても生きて帰ってくること」「人に当たらないように鉄砲を撃つこと」を説く。全国水平社の活動にも参加し、被差別部落の入会権差別に反対して朝熊（あさま）闘争で活躍するものの、治安維持法違反で4年間投獄されることとなる。出獄後は、御木本時代の同僚の世話で東京都足立区西新井の三輪工業に女子寮の舎監として住み込むが空襲で焼け出され、三輪工業の移転に伴って岐阜県関市に疎開。敗戦後、三輪工業の再移転に伴って東京両国に移住。家庭内では妻にたびたび暴力を振るっていたため、等は「世の中では立派なお父さんですねと言うけど、僕も妹も、あんな嫌な親父いないって。どうも、あんまり立派な男とは思いにくくてね」と批判している。
戦後は、民主商工会会長や日本国民救援会支部役員などを歴任。民主商工会も日本国民救援会も日本共産党と共闘関係にある組織で、自身も1962年、日本共産党に入党した。
1961年頃、バンドマン・歌手として有名になりつつあった等が、青島幸男作詞の不真面目ぽい『スーダラ節』を歌うかどうか父の徹誠に相談した際、「『わかっちゃいるけどやめられない』は親鸞の教えに通じる」と助言する。この『スーダラ節』が大ヒットし、等がさらに有名となる。
1978年2月19日、83歳で死去する。
1987年2月、等により『夢を食いつづけた男 - おやじ徹誠一代記』が出版され、波乱万丈の人生が知られることとなる。
娘の夫に部落問題研究者の川村善二郎がいる。

## 関連書籍
- 夢を食いつづけた男 - おやじ徹誠一代記　植木等 著　1987年2月　朝日新聞出版　ISBN 978-4022644022

## 演じた俳優
- 伊東四朗 - スペシャルドラマ「ザ・ヒットパレード〜芸能界を変えた男・渡辺晋物語〜」（2008年、フジテレビ）、土曜ドラマ「植木等とのぼせもん」（2017年、NHK）
- 上條恒彦 - 映画「明日へ 戦争は罪悪である」 （2017年）